# Alain Seban
Pour les articles homonymes, voir Seban.
Alain Pierre Seban, né le 15 juillet 1964 à Toulouse (Haute-Garonne), est un responsable d'institution culturelle et un haut fonctionnaire français.
Entre 2007 et 2015, il a été le président du Centre Georges-Pompidou, ainsi qu'à ce titre du Centre Pompidou-Metz, de la Bibliothèque publique d’information (Bpi) et de l’Ircam (Institut de recherche et coordination acoustique/musique), trois organismes associés au Centre Pompidou.

## Biographie
Alain Seban est diplômé de l'École polytechnique (X83), de l'ENSAE et de l'Institut d'études politiques de Paris.
À sa sortie de l'ENA en 1991, il est nommé auditeur au Conseil d'État. Il est parallèlement conseiller juridique du directeur du patrimoine au ministère de la culture, rapporteur de la mission Picq sur les responsabilités et l’organisation de l’État, membre de la Commission de contrôle du Mobilier national et secrétaire général de la mission de préfiguration de l’Institut national d'histoire de l'art, dirigée par Michel Laclotte, directeur honoraire du Musée du Louvre.
Il est promu maître des requêtes en 1994 et nommé au cabinet de Philippe Douste-Blazy, ministre de la culture l'année suivante. Il y est chargé des musées, du patrimoine, de l’architecture, des archives, des affaires juridiques et des réformes et de la propriété littéraire et artistique. 
Réintégré au Conseil d'État en 1997, il y devient commissaire du gouvernement près l’Assemblée du contentieux et les autres formations de jugement.
En parallèle à ses fonctions au Conseil d'État, il est membre de la commission de gestion de la caisse de retraite du personnel de l'Opéra national de Paris  et de la commission de gestion de la caisse de retraites du personnel de la Comédie-Française, et membre suppléant de la commission des sondages. Il est également conseiller juridique de la mission de préfiguration puis de l’établissement public du musée du quai Branly de 1997 à 2002 et maître de conférence à l'ENA de 1996 à 1999.
En 2002, il rejoint le cabinet du ministre des Affaires Étrangères, Dominique de Villepin en qualité de chargé de mission auprès du ministre, chargé notamment des relations culturelles internationales. Il est ensuite directeur du développement des médias (service du Premier ministre mis à la disposition du ministre de la Culture et de la Communication) de septembre 2002 à mai 2005. À ce titre, il est notamment chargé de la réforme des aides à la presse, participe à la mise en place de la chaîne d’information internationale (devenue France 24) et au déploiement de la télévision numérique terrestre, est chargé de la transposition des directives européennes du « paquet télécoms » et de la réforme des secteurs interdits de publicité télévisée.
Il devient alors conseiller pour la culture et les médias, puis conseiller pour l’éducation et la culture à la Présidence de la République. Dans ce cadre, il est notamment chargé de superviser la négociation de l’accord inter-gouvernemental relatif au Louvre Abou Dabi et l’inauguration en 2006 du musée du quai Branly.
Il remplace Bruno Racine à la présidence du Centre Georges-Pompidou pour 5 ans à compter du 2 avril 2007 et est parallèlement promu conseiller d’État en service ordinaire. Il s’attache à doter le Centre d’un plan stratégique, approuvé à l’automne 2007, qui prend appui sur la vision fondatrice du Président Georges Pompidou : « l’ambition de créer une interface entre la société et la création, avec la conviction qu’une nation qui s’ouvre à l’art de son époque est plus créative, plus agile, plus forte. ». Ce plan s’articule autour de trois priorités : 
- Rendre le musée « global, parce que l’art est désormais global » en « développ[ant] des réseaux mondiaux d’information et de soutien […] appuy[é]s sur un effort accru dans le domaine de la recherche »[16] ;
- « Retrouver, au cœur de l’institution, une dimension prospective, un laboratoire ouvert aux expériences les plus variées, en tirant parti de la pluridisciplinarité fondatrice de l’institution, qui constitue un atout unique à condition de la mettre au service des pratiques et des désirs des créateurs d’aujourd’hui »[16] ;
- « Élargir [les] publics, parce que la mission centrale du Centre Pompidou est de diffuser la création contemporaine au cœur de la société en visant bien au-delà du cercle restreint des initiés »[16] ;

Dans le cadre de ce plan stratégique, le Centre Pompidou, à l’initiative d’Alain Seban, développe plusieurs « projets stratégiques » financés par le développement du mécénat : le Nouveau festival, lancé en octobre 2009 et dont la deuxième édition a lieu en février 2011 ; le Centre Pompidou-Metz, inauguré en mai 2010, première décentralisation d’une grande institution culturelle nationale; le Studio 13/16, premier espace destiné aux adolescents dans une grande institution culturelle, inauguré en septembre 2010; l’exposition « Paris-Delhi-Bombay… », programmée en mai 2011, qui fait dialoguer les scènes contemporaines indienne et française; le Centre Pompidou virtuel, nouvelle plateforme de diffusion de contenus numériques concernant l’art moderne et contemporain; le Centre Pompidou mobile, avec une première exposition à Chaumont (Haute-Marne) qui rassemble 29 000 visiteurs en 2 mois 1/2 (pour une population de 23 000 habitants).
Sous sa présidence, si le Centre voit son projet de création d’un lieu d’exposition consacré aux artistes de la scène française dans les sous-sols du Palais de Tokyo à Paris écarté par la ministre de la Culture et de la Communication, Christine Albanel, qui lui préfère l’extension du Site de création contemporaine déjà installé sur les lieux, il connaît un développement spectaculaire de sa fréquentation avec 3,6 millions de visiteurs en 2011 (+40 % entre 2007 et 2011), grâce notamment au succès de grandes expositions comme Kandinsky, Calder, Soulages, Lucian Freud ou Mondrian/De Stijl, et une forte progression de ses ressources propres (+50 % entre 2007 et 2009). Il renouvelle également en 2009 la présentation de ses collections contemporaines avec elles@centrepompidou, consacrée exclusivement aux artistes-femmes, qui reçoit 2,5 millions de visiteurs jusqu’à son renouvellement en février 2011.
Il est renouvelé pour trois ans à la tête de l'institution lors du conseil des ministres du 29 février 2012. Au cours de son second mandat, il développe le concept d'antennes temporaires du Centre Pompidou installées dans des lieux existants en France ou à l'étranger pour une durée de quelques années, sous le nom de « Centres Pompidou provisoires ». Le premier de ces centres est inauguré à Malaga (Espagne) le 28 mars 2015 quelques jours avant la fin de son mandat.  Il cède alors son siège à Serge Lasvignes, nommé en mars 2015 à la tête de l'institution, et réintègre le Conseil d'État.
Il est membre permanent du jury du Prix des prix littéraires depuis 2011.
En 2018, il devient président suppléant de la chambre disciplinaire nationale de l'ordre des médecins, parallèlement à ses fonctions au Conseil d'État.

## Décorations
- Chevalier de la Légion d'honneur (2011)[32]
- Officier de l'ordre national du Mérite (2019)[33]
- Commandeur de l'ordre des Arts et des Lettres (2002)
- Commandeur de l'ordre royal norvégien du Mérite (2015)[34]
- Commandeur de l'ordre du Mérite civil d'Espagne (2021) [35]

## Sources
- Who's who
- Canard Enchaîné du 11 mars 2015, page 7 (section « Prises de bec »)
- Alain SEBAN, directeur du développement des médias de septembre 2002 à mars 2005